# Platyonitis oberthuri
Platyonitis oberthuri är en skalbaggsart som beskrevs av Emile Janssens 1942. Platyonitis oberthuri ingår i släktet Platyonitis och familjen bladhorningar. Inga underarter finns listade i Catalogue of Life.